# Akemi Takada
高田 明美
Akemi Takada (高田 明美, Takada Akemi, née le 31 mars 1955 à Tōkyō) est une illustratrice japonaise et une dessinatrice de personnages d'anime, en activité depuis les années 1970.
Elle étudie à l'Université des Beaux-Arts Tama et travailla dès 1977 pour Tatsunoko Pro, qu'elle quitte au début des années 1980 pour travailler sur l'anime Urusei Yatsura, du manga éponyme de Rumiko Takahashi. Aujourd'hui elle est une dessinatrice freelance avec son propre studio, mais elle fut aussi membre du groupe Headgear de 1987 à 1994, où elle travailla sur la saga de Patlabor. Elle a également une bijouterie appelée Diakosmos. Elle travaille occasionnellement pour des livres, des magazines et des jeux vidéo.
Elle a notamment travaillé sur Orange Road, Creamy, Lamu, Maison Ikkoku (à partir de l'épisode 26) et bien d'autres en tant que character designer.

## Livres

### Livres d'art
- Angel Touch (Septembre 2020) (ISBN 978-4-19865-165-7)
- Anniversary  (ISBN 978-4-89189-297-5)
- Creamy Mami: Memories of Magical World  (ISBN 978-4-7973-1566-0)
- Eyes: Kidō Keisatsu Patlabor Gashū (art collection)
- La Madonna (Mai 2009)  (ISBN 978-4-89425-865-5)
- Madoka  (ISBN 978-4-04-853294-5)
- Magical Angel Creamy Mami: Long Good-Bye
- Misty Orb  (ISBN 978-4-87188-441-9)
- The Mobile Police Patlabor: Air  (ISBN 978-4-8291-9113-2)
- The Mobile Police Patlabor: Pulsation  (ISBN 978-4-8291-9106-4)
- Patlabor Illustration Works: Now or Never  (ISBN 978-4-8291-9125-5)
- Sekaiki: Ygg-drasil  (ISBN 978-4-8291-9109-5)
- Takada Akemi Art Book: Complete Visual Works  (ISBN 978-4-89189-375-0)
- Takada Akemi Art Book 2: Crystella  (ISBN 978-4-89189-331-6)
- Tir na Sorcha  (ISBN 978-4-8291-9117-0)

### Illustratrice de
- Akuma no you na Watashi  (illustration de la couverture et de l'intérieur, roman de Sadamu Yamashita)
- Aoi Requiem  (illustration de la couverture et de l'intérieur, roman de Kei Rokudō)
- Devilman (illustrations dans Weekly Morning (1999))
- Eien no filena (vol.1-9, illustration de la couverture et de l'intérieur, romans de Takeshi Shudō)
- Ekuusu (vol.1-2, illustration de la couverture et de l'intérieur, romans de Hitoshi Yoshioka)
- Full Moon no densetsu indora (vol.1-2, illustration de la couverture et de l'intérieur, romans de Hisayuki Toriumi)
- Hiiro no Rouge de Hajimatta,  (ISBN 978-4-10-123611-7) (illustration de la couverture et de l'intérieur, roman de Hitomi Fujimoto)
- Hōkago, Ice Tea (illustration de la couverture et de l'intérieur, roman de Ryō Kubota)
- Jinbaika Series vol.1: Lavendar ga Miteita (illustration de la couverture et de l'intérieur, roman de Yū Maki)
- Jinbaika Series vol.2: Rose Marie ga Sasayaku (illustration de la couverture et de l'intérieur, roman de Yū Maki)
- Jinbaika Series vol.3: Fennel ha Yumemiru (illustration de la couverture et de l'intérieur, roman de Yū Maki)
- Jūchūki (vol.1-2, illustration de la couverture et de l'intérieur, romans de Saori Kumi)
- Kidō Keisatsu Patlabor: Black Jack (vol.1-2, illustration de la couverture et de l'intérieur, romans de Michiko Yokote)
- Kidō Keisatsu Patlabor: Fūsoku 40 Meters (illustration de la couverture et de l'intérieur, roman de Kazunori Itō)
- Kidō Keisatsu Patlabor: Syntax Error (illustration de la couverture et de l'intérieur, roman de Michiko Yokote)
- Kidō Keisatsu Patlabor: Third Mission (illustration de la couverture et de l'intérieur, roman de Michiko Yokote)
- Ki no Kuni no Hime (illustration de la couverture et de l'intérieur, roman de Reiko Hikawa)
- Kurenai Gankyō (illustration de la couverture et de l'intérieur, roman de Mamoru Oshii)
- Nagareyuku Kawa no you ni (illustration de la couverture et de l'intérieur, roman de Shinobu Saeki)
- Nijiiro no Seishun Matsuri (illustration de la couverture et de l'intérieur, roman de Seiichi Morimura)
- Nishikaze no Senki (illustration de la couverture et de l'intérieur, roman de Yoshiki Tanaka)
- Ōjo Asutoraia, (illustration de la couverture et de l'intérieur, roman de Hitomi Fujimoto)
- Ōto no Shō Areku, (illustration de la couverture et de l'intérieur, roman de Hitomi Fujimoto)
- Project Hanasaku Otome, (illustration de la couverture et de l'intérieur, roman de Yū Maki)
- Program Usher: Kaze-tachi no Mezame  (ISBN 978-4-257-76522-6) (illustration de la couverture et de l'intérieur, roman de Ryō Katsuragi)
- Rasetsuoh (vol.1-7, illustration de la couverture et de l'intérieur, romans de Kei Rokudō)
- Sanjūshi: The Three Musketeers (illustration de la couverture et de l'intérieur, roman de Alexandre Dumas)
- Seikonsha Yū: Bara no Stranger (illustration de la couverture et de l'intérieur, roman de Takeshi Narumi)
- Seikonsha Yū: Haō no Tablet (illustration de la couverture et de l'intérieur, roman de Takeshi Narumi)
- Seikonsha Yū: Ōgon no Princess (illustration de la couverture et de l'intérieur, roman de Takeshi Narumi)
- Shinju-tachi (illustration de la couverture et de l'intérieur, roman de Saori Kumi)
- Shoujo no you ni Kirara ka ni (illustration de la couverture et de l'intérieur, roman de Sadamu Yamashita)
- Shūten Dōji (illustration de la couverture et de l'intérieur, roman de Go Nagai)
- Sōmujō (affiche et illustrations, nouvelle de Yoshiki Tanaka dans le Monthly Amie de février 2007)
- Sōmujō (illustrations et couverture, nouvelle de Yoshiki Tanaka dans un Monthly Amie de 1999)
- Spiral Zone (illustration de la couverture et de l'intérieur, roman de Kazunori Itō)
- Suiren no Kokuin (illustration de la couverture et de l'intérieur, roman de Maki Kanemaru)
- Suishōkyū no Erisu (illustration de la couverture et de l'intérieur, romans de Hitomi Fujimoto)
- Suizoku (illustration de la couverture et de l'intérieur, roman de Chūsekisha)
- Sweet Valley Twins (illustration de la couverture et de l'intérieur, romans de Francine Pascal)
- Tenkooru Toki ha Akatsuki (illustration de la couverture et de l'intérieur, roman de Noriko Yahikozawa)
- Tessius no Yūwaku (illustration de la couverture et de l'intérieur, roman de Hitomi Fujimoto)
- Toki no Hikari, Toki no Kage (illustration de la couverture et de l'intérieur, roman de Kei Rokudō)
- Yasashii Yoru no Hitomi (illustration de la couverture et de l'intérieur, roman de Michiko Yokote)
- Yūwakusha (illustration de la couverture et de l'intérieur, roman de Saori Kumi)

## Filmographie
Chronologiquement, puis alphabétiquement, son rôle et le studio entre parenthèses.

### Années 1970
- Ippatsu Kanta-kun (Tatsunoko Pro)
- Kagaku ninja-tai Gatchaman (Tatsunoko Pro)
  - Science Ninja Team Gatchaman F (Tatsunoko Pro)

### Années 1980
- Honoo no Alpenrosé: Judy & Randy (série TV, Tatsunoko Pro)
- Kaitei Taisen: Ai no 20000 Miles (Tatsunoko Pro)
- Kidō Keisatsu Patlabor (série TV et OVA, character designer)
- Kimagure Orange Road (série TV, character designer)
  - Kimagure Orange Road: Hawaiian Suspense (OVA, character designer)
  - Kimagure Orange Road vol.2 (OVA, character designer)
- Creamy, merveilleuse Creamy (character designer, Studio Pierrot)
  - Magical Angel Creamy Mami: Eien no Once More (OVA, character designer, Studio Pierrot)
  - Magical Angel Creamy Mami: Long Good-Bye (OVA, character designer, Studio Pierrot)
  - Magical Angel Creamy Mami: Curtain Call (OVA, character designer, Studio Pierrot)
- Maho no fairy Pelsia (character designer)
- Maison Ikkoku (série TV, character designer dès l'épisode 27)
- Maitchingu Machiko-sensei (Gakken)
- Mirai Keisatsu Urashiman (Tatsunoko Pro)
- Niji Iro no Seishun Matsuri (character designer)
- Tondemo Senshi Muteking (Tatsunoko Pro)
- Twilight Q: Toki no Musubime (OVA, Ajia-do Animation Works)
- Urban Square: Kohaku no Tsuigeki (OVA)
- Urusei Yatsura (série TV, character designer, animation director, Kitty Films/Studio Pierrot)
  - Urusei Yatsura Movie 1: Only You (character designer, Kitty Films/Studio Pierrot)
  - Urusei Yatsura Movie 3: Remember My Love (character designer, Kitty Films/Studio Pierrot)
  - Urusei Yatsura Movie 4: Only You (character designer, Kitty Films/Studio Pierrot)
  - Urusei Yatsura: Ryoko's September Tea Party (character designer, Kitty Films/Studio Pierrot)

### Années 1990
- Creamy Mami 2 (image boards)
- Fancy Lala (character designer)
- Kidō Keisatsu Patlabor (série TV et OVA, character designer)
- Licca (OVA, character designer)
- Patlabor: After TV Series (OVA, character designer)
- Patlabor: The Movie (OVA, character designer)
- Visitor (character design)

### Années 2000
- Imomushi no Bōken (character design)
- WAN! (character design)

## Digital media

### Jeux vidéo
- Eien no Filena (Super Famicom, character designer)
- Kaeru no Ehon (character designer, in-game character illustrations)
- Kidō Keisatsu Patlabor (character designer)
- Magical Angel Creamy Mami (design de la couverture, character designer)
- Magical Angel Creamy Mami: Futari no Rinbu (design de la couverture)
- Misa no Mahō Monogatari (PlayStation, character designer, illustrations de tarot, illustrations du guide)

### Autre
- Kidō Keisatsu Patlabor CD-ROM: Eyes (collection d'art)
- Magical Angel Creamy Mami and Magical Stage Fancy Lala (imprimé CG, Pierrot Project)
- My Stella: Akemi Takada CD-ROM Digital Gallery (collection d'art)

## Expositions et présentations
Alphabétiquement, avec année et lieu entre parenthèses.
- Angels (1998, Studio Pierrot 20th Anniversary Exhibit)
- Anime America (1995, San Jose, Californie)
- Anime Expo (2000, Anaheim, Californie)
- Character Design no Genba kara (2001, conférence)
- Fantasix (1988, Shinjuku Gallery Apea)
- FANTA X (2001, Shiseidō The Ginza)
- L.A. Kikokuten (2000, Aoyama Animation Kobe)
- Madoka (2001, Aoyama GoFa)
- Modern Fantasy Artists (1999, Shiga Prefectural Modern Art Museum)
- Nine Art (1988, Ginza Rapōra)
- Noa-Future (1996, exposition de CG)
- Odd Eye (1991, Shinjuku Gallery Apea)
- Project A-Kon (2000, Dallas, Texas)
- Rosette (2000, Kobe et Tokyo, Japan)
- Takada Akemi Gengaten (1992, Hong Kong Arts Centre)
- Takada Akemi Gengaten (2001, Nagoya, Ōsaka, Harajuku)
- Takada Akemi Ten (2000, exposition privée à Taïwan)

## Autre
- Angels (illustrations de lithographe)
- Benesse Junior High 2nd Year Course Cover (illustration)
- Casual Angel (illustration)
- Catch Me! (FANTA X illustration)
- Chat with a Friend (illustration du site officiel)
- Creamy Mami Again (Studio Pierrot Fair 2000, illustrations)
- Eien no Filena (couverture de CD, illustration)
- Forget Me Not (Megami Magazine pinup, illustration)
- Hana (illustration)
- Hanayome (illustration)
- Haru no Seijaku (illustration du site officiel)
- Itsuka no Yūgure (illustrations)
- Kaeru no Ehon (illustrations promotionnelles)
- Kidō Keisatsu Patlabor: 100-manbon Toppa Kansha (illustration pour remercier ses fans lors du 1 000 000e Patlabor acheté)
- Kidō Keisatsu Patlabor CD Box Deluxe (illustration de la couverture)
- Kidō Keisatsu Patlabor (illustrations des couvertures, DVD)
- Kidō Keisatsu Patlabor (illustrations des affiches du jeu)
- Kidō Keisatsu Patlabor LD Box (Laserdisc, illustration de la couverture)
- Kidō Keisatsu Patlabor New OVA Series Memorial Box (illustration de la couverture)
- Kidō Keisatsu Patlabor TV Series Memorial Box (volumes 1-2, illustrations des couvertures)
- Kimagure Orange Road (CD, illustration de la couverture)
- Kimagure Orange Road Memory Box (LaserDisc, illustration de la couverture)
- Kimagure Orange Road Perfect Memorial on TV (illustration de la couverture)
- Kimagure Orange Road: Singing Heart 2: Sweet Memories (CD, illustration de la couverture)
- Koko ni Tsuite... (illustrations du site officiel, une d'une série d'illustrations)
- Kyuukyoku Choujin R (illustrations de l'album)
- Kyuukyoku Choujin R vol.2 (art de l'album)
- Kyuukyoku Choujin R Drama Special (art de l'album)
- Love (illustration pour la Saint-Valentin)
- Magical Angel Creamy Mami and Magical Stage Fancy Lala Cel Stencil Sheets
- Magical Angel Creamy Mami (DVD, illustration de la couverture)
- Magical Angel Creamy Mami LD Box (vol.1-2, LaserDisc, illustration de la couverture)
- Magical Angel Creamy Mami Perfect Memorial on TV (LaserDisc, illustration de la couverture)
- Magical Angel Creamy Mami Triple Fantasy (LaserDisc, illustration de la couverture)
- Magical Stage Fancy Lala (vol.1-8 LD, illustration de la couverture)
- Musashino (Gare de Kichijōji, illustration de cartes commémoratives lors de l'inauguration)
- PC Engine Fan (illustration de la couverture)
- Resurrection (illustration de character card pour MTCG Resurrection)
- Sneaker Fair Campaign (illustration pour campagne de pub)
- The Sneaker Special (plusieurs illustrations pour campagne de pub)
- Taikutsu na Tenshi-tachi (illustrations)
- Tropical Valentine (illustration)
- Visitor (CD, illustration de la couverture et de l'intérieur)
- Yuki (illustration du site officiel)
- Yume no Naka de (illustrations)